# Tatsuya Hasegawa
Tatsuya Hasegawa (jap. 長谷川 竜也, Hasegawa Tatsuya; * 7. März 1994 in Numazu, Präfektur Shizuoka) ist ein japanischer Fußballspieler.

## Karriere
Tatsuya Hasegawa erlernte das Fußballspielen in der Schulmannschaft der Shizuoka Gakuen High School sowie in der Universitätsmannschaft der Juntendo-Universität. Von August 2015 bis Dezember 2015 wurde er von der Universität an Kawasaki Frontale ausgeliehen. Nach der Ausleihe wurde er von Kawasaki Frontale fest verpflichtet. Der Verein aus Kawasaki, einer Stadt auf der japanischen Hauptinsel Honshū, spielte in der höchsten Liga des Landes, der J1 League. Mit Frontale wurde er 2017, 2018, 2020 und 2021 japanischer Fußballmeister. 2019 gewann er mit Frontale den J. League Cup. Im Finale besiegte man Hokkaido Consadole Sapporo. Den Supercup gewann er mit Frontale im Februar 2021. Nach 97 Ligaspielen und 15 geschossenen Toren wechselte er im Januar 2022 zum Erstligaabsteiger Yokohama FC nach Yokohama. Am Ende der Saison 2022 feierte er mit Yokohama die Vizemeisterschaft der zweiten Liga und den Aufstieg in die erste Liga. Mitte August 2023 wechselte er auf Leihbasis zum Zweitligisten Tokyo Verdy. Am Ende der Saison 2023 wurde er mit Verdy Tabellendritter. In den Aufstiegsspielen konnte man sich durchsetzen und stieg in die erste Liga auf. Nach dem Aufstieg kehrte er nach Yokohama zurück. Hier wurde sein Vertrag nicht verlängert. Anfang Februar 2024 nahm ihn der Erstligist Hokkaido Consadole Sapporo unter Vertrag. Am Ende der Saison 2024 belegte er mit Hokkaido den 19. Tabellenplatz und musste somit in die zweite Liga absteigen.

## Erfolge
Kawasaki Frontale
- Japanischer Meister: 2017, 2018, 2020, 2021
- Japanischer Ligapokalsieger: 2019
- Japanischer Pokalsieger: 2020
- Japanischer Supercupsieger: 2021

Yokohama FC
- Japanischer Zweitligavizemeister: 2022  ▲